# Warschauer Panorama von Praga
Warschauer Panorama von Praga ist ein Ölgemälde des Canaletto genannten Malers Bernardo Bellotto, das dieser 1770 in Warschau gemalt hat. Es befindet sich dort im Königsschloss im Canaletto-Saal. Auftraggeber des Gemäldes war der letzte polnische König Stanislaus August Poniatowski.

## Bildbeschreibung
Das Bild zeigt das Panorama von Praga um das Jahr 1770. Praga ist die Warschauer Vorstadt auf dem rechten (östlichen) Ufer der Weichsel. 
Unter einem leicht bewölkten Himmel breitet sich die Stadt im Licht der Abendsonne aus, mit all ihren prächtigen Bauten, Palästen, Kirchen und der Kathedrale, während das gegenüberliegende Ufer bereits im Schatten liegt.
Die ruhig dahinströmende Weichsel ist belebt von Lustkähnen, Fischerbooten und Transportschiffen unter Segel. Auf dem rechten Weichselufer ergehen sich Warschauer Bürger, der Adel ist zu Pferd oder fährt in Kutschen und Soldaten exerzieren. Unter den Müßiggängern befindet sich der Maler, der sich dort mit seiner Staffelei und dem Pinsel in der Hand verewigt hat.

## Historischer Hintergrund
Canaletto verbrachte die letzten 13 Jahre seines Lebens am Hof des polnischen Königs, wo er im sogenannten „Kunstdepartement“ mit anderen Künstlern zusammenarbeitete. In dieser Zeit schuf er unter anderem 22 großformatige Veduten, in denen er die bedeutendsten Orte in der Königlichen Republik Polen-Litauen dokumentierte. Die Bilder waren bestimmt zur Ausschmückung des Königspalasts in Warschau. Sie befinden sich heute verstreut in unterschiedlichen Museen.
Canaletto setzte bei seinen Veduten eine Camera Obscura als Hilfsmittel ein.
Seine Gemälde von Warschau, in denen er die Stadt scheinbar mit der Genauigkeit einer Fotokamera dokumentiert hat, dienten den Städtebauern und Architekten der Nachkriegszeit für ihre Rekonstruktion der während des Zweiten Weltkriegs zu 85 % zerstörten Stadt.

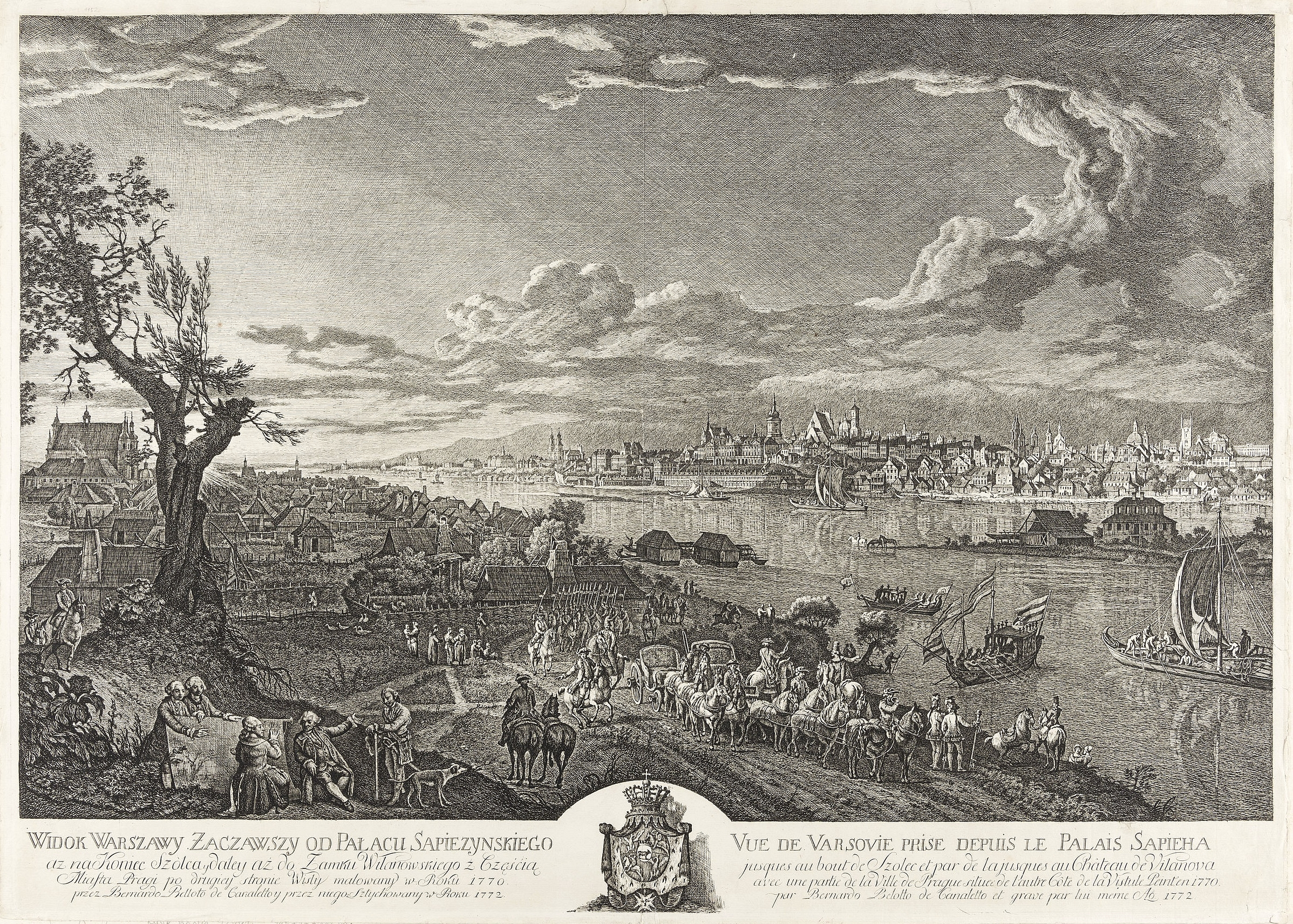
Vue de Varsovie prise depuis le Palais Sapieha, 1772

Canaletto hat 1772 einen Stich der Vedute unter dem Titel Vue de Varsovie prise depuis le Palais Sapieha im Format 62,3 × 88,3 cm angefertigt.